# Відповідальні громадяни
«Відповідальні громадяни» (більш відомі за російськомовною назвою «Ответственные граждане») — громадська ініціатива, заснована мешканцями Донецької області 10 червня 2014 року. Метою організації є допомога мешканцям прифронтових територій, постраждалим внаслідок бойових дій.

## Історія
Волонтерська ініціатива була заснована бізнесменом Енріке Менендесом, журналістами Дмитром та Євгеном Шибаловими, і колишньою депутаткою Донецької обласної ради Мариною Черенковою. Вони почали розвозити допомогу тим, хто її потребував, під час військових дій, що тоді розгорталися.
Після початку роботи на Донбасі міжнародних благодійних фондів та організацій, «Відповідальні громадяни» надавали їм інформаційну підтримку та стали партнерською організацією для деяких із них.
З липня 2015 року офіційно зареєстровані в Україні як громадська організація. Декларують нейтральну позицію щодо озброєних учасників конфлікту, але в той же час її члени неодноразово заявляли, що бачать Донбас у складі України.
До лютого 2016 року головний офіс організації був розташований в Донецьку, а основна діяльність велася на непідконтрольних українському уряду територіях. З 2 лютого 2016 діяльність організації на непідконтрольних територіях призупинена. Керівники організації були вислані з Донецька, Марина Черенкова — затримана і пробула під вартою три тижні, згодом відпущенна без права на повернення. Майно, транспорт та офіс організації були заарештовані.
Після перерви організація поновила свою діяльність на підконтрольній українському уряду території.
2022 року ГО почала розширювати діяльність на Харківську, Запорізьку та Дніпропетровську область. У 2023 році в рамках партнерства з представництвом Дитячого фонду ЮНІСЕФ в Україні відкрито 23 Простори дружніх до дитини  у чотирьох регіонах. 29 березня 2024 року — ще 5 у Кривому розі.
У партнерстві з Mercy Corps ГО реалізує програми гуманітарної підтримки для мешканців прифронтових громад у 2023 та 2024 роках.
Навесні 2024 року ГО "Відповідальні громадяни" реалізувала масштабний освітній проєкт на Сході України одночасно в чотирьох регіонах. Понад 16 тисяч учасників проєкту з Донецької, Дніпропетровської, Запорізької та Харківської областей мали можливість безкоштовно підвищити свій рівень англійської мови, отримати нову професію або поміняти спеціалізацію та пройти наші тренінги з soft та business skills. 